# Michele Nicoletti
Michele Nicoletti (ur. 19 listopada 1956 w Trydencie) – włoski polityk i filozof, profesor, parlamentarzysta, od stycznia do czerwca 2018 przewodniczący Zgromadzenia Parlamentarnego Rady Europy.

## Życiorys
Ukończył studia filozoficzne na Uniwersytecie w Bolonii. Pracował następnie jako badacz z zakresu filozofii teoretycznej m.in. na Uniwersytecie Leopolda i Franciszka w Innsbrucku oraz Uniwersytecie Ludwika i Maksymiliana w Monachium. Został wykładowcą Uniwersytetu w Padwie i Uniwersytecie w Trydencie, w 2001 uzyskał pełną profesurę na drugiej z uczelni. Specjalizował się w zakresie filozofii politycznej, etyki i filozofii religii. Został prezesem SIFP (włoskiego towarzystwa filozofii politycznej) i redaktorem naczelnym czasopisma „Rivista Italiana di Filosofia Politica”, kierował centrum badawczym im. Antonio Rosminiego w Rovereto oraz stowarzyszeniem Rosa Bianca, zrzeszających katolickich personalistów. Opublikował kilkanaście książek, dotyczących m.in. filozofii Carla Schmitta i Sørena Kierkegaarda.
Przystąpił do Partii Demokratycznej, od 2009 do 2014 pozostawał jej sekretarzem w prowincji Trydent. W 2013 został wybrany do Izby Deputowanych, w parlamencie zasiadał do 2018. Został reprezentantem Włoch w Zgromadzeniu Parlamentarnym Rady Europy, pełnił funkcję szefa włoskiej delegacji i frakcji Partii Europejskich Socjalistów. Od stycznia do czerwca 2018 zajmował stanowisko przewodniczącego Zgromadzenia.

## Życie prywatne
Żonaty, ma dwoje dzieci.